# Грибановское городское поселение
Грибановское городское поселение — муниципальное образование Грибановского района Воронежской области России.
Административный центр — посёлок Грибановский.

## Население
| 2010    | 2011    | 2012    | 2013    | 2014    | 2015    | 2016    |
| ------- | ------- | ------- | ------- | ------- | ------- | ------- |
| 15 841  | ↘15 670 | ↗15 672 | ↘15 527 | ↘15 421 | ↘15 396 | ↘15 278 |
| 2017    | 2018    | 2021    | 2025    |         |         |         |
| ↘15 169 | ↘15 020 | ↘14 960 | ↘14 611 |         |         |         |

## Населённые пункты
В состав поселения входят:
- посёлок Грибановский,
- посёлок Теллермановский.